# جوفاني غوسوني
جوفاني غوسوني (بالإنجليزية: Giovanni Gussone)‏ (و. 1787 – 1866 م) هو عالم نبات، من مملكة إيطاليا، توفي في نابولي، عن عمر يناهز 79 عاماً.